# Oberstes Gericht (Bangladesch)

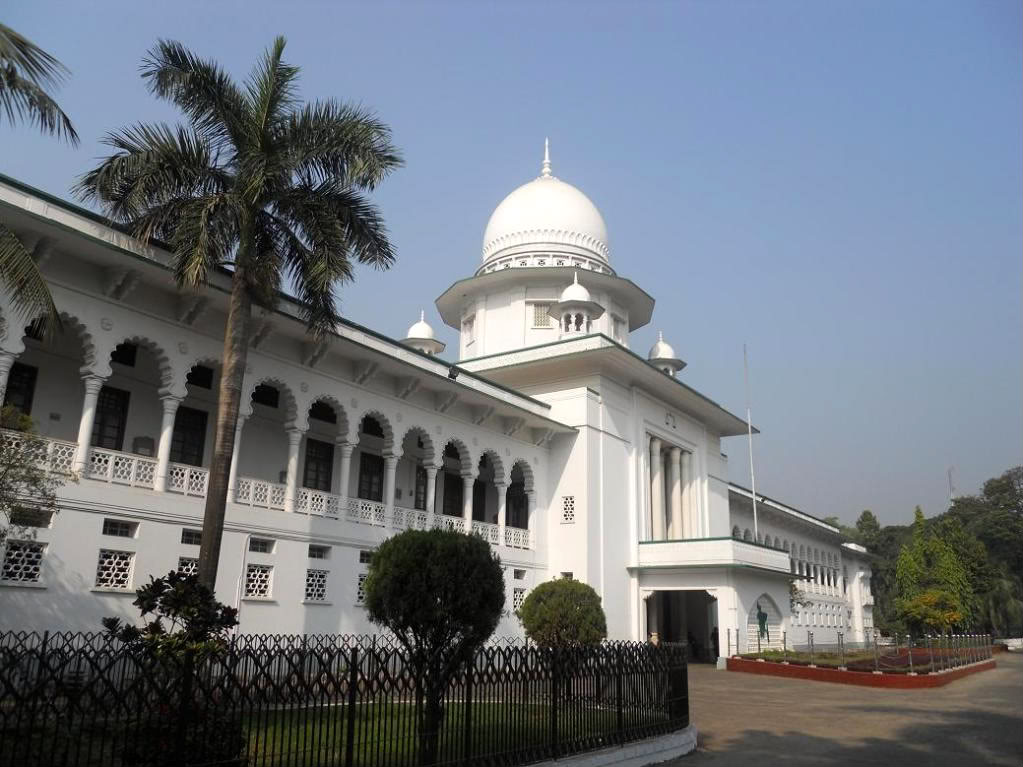
Gebäude des Obersten Gerichts von Bangladesch in Dhaka

Das Oberste Gericht Bangladeschs (bengalisch বাংলাদেশ সুপ্রীম কোর্ট, Bāṃlādeś suprīm kōrṭ; englisch Supreme Court of Bangladesh) ist das oberste Gericht und letzte Berufungsinstanz in Bangladesch. Er besteht aus der High Court Division und der Appellate Division und wird durch Part VI Chapter I (article 94) der Verfassung von Bangladesch begründet, welche 1972 in Kraft trat. Damit ist auch das Amt des Chief Justice, Appellate Division Justices, und High Court Division Justices von Bangladesch verbunden. Im August 2024 gab es 6 Richter in der Appellate Division und 78 in der High Court Division.

## Struktur

Logo des Supreme Court of Bangladesh

Der Supreme Court of Bangladesh ist geteilt in zwei Teile: die Appellate Division und die High Court Division. Die High Court Division verhandelt Berufungen von unteren Gerichten und Tribunalen; sie hat auch erstinstanzliche Zuständigkeit (Original jurisdiction) in bestimmten begrenzten Fällen, wie etwa bei Klageanträgen (Writ) gemäß Art. 101 der Verfassung von Bangladesch und in Unternehmens- und Seerechtsangelegenheiten. Die Appellate Division ist gemäß Artikel 103 der Verfassung von Bangladesch zuständig für Berufungen der High Court Division. Der Oberste Gerichtshof ist von der Exekutive unabhängig und kann in politisch umstrittenen Fällen gegen die Regierung entscheiden.
Der oberste Richter Bangladeschs (Chief Justice of Bangladesh, বাংলাদেশের প্রধান বিচারপতি – Bānglādēśhēr Prodhān Bichārpoti) und die anderen Richter des Obersten Gerichtshofs werden vom Präsidenten von Bangladesch nach vorheriger, obligatorischer Konsultation des Premierministers ernannt. Der Zugang zum Richterposten in der High Court Division ist der Posten eines zusätzlichen Richters, der gemäß Art. 98 der Verfassung für einen Zeitraum von zwei Jahren aus den praktizierenden Anwälten der Rechtsanwaltskammer des Obersten Gerichtshofs und aus dem Justizdienst ernannt wird. Das derzeitige Verhältnis solcher Ernennungen liegt bei 80 zu 20 %. Nach erfolgreichem Abschluss dieses Zeitraums und auf Empfehlung des obersten Richters wird ein zusätzlicher Richter gemäß Art. 95 der Verfassung dauerhaft vom Präsidenten Bangladeschs ernannt. Die Richter der Appellate Division werden gemäß derselben Bestimmung ebenfalls vom Präsidenten Bangladeschs ernannt. Alle derartigen Ernennungen werden gemäß Art. 148 der Verfassung mit dem Datum der Vereidigung des Ernannten wirksam.
Ein Richter des Obersten Gerichtshofs von Bangladesch bleibt bis zu seinem 67. Lebensjahr im Amt. Die Frist wird durch Art. 95 des Dreizehnten Gesetzes zur Änderung der Verfassung von 2004 (Gesetz 14 von 2004) verlängert.
Ein Richter des Obersten Gerichtshofs kann nur gemäß Artikel 96 der Verfassung seines Amtes enthoben werden. Dieser Artikel sieht vor, dass der Oberste Justizrat einen Richter des Obersten Gerichtshofs aus dem Amt entheben kann, nachdem dem säumigen Richter Gelegenheit zur Anhörung gegeben wurde. Der Oberste Justizrat besteht aus dem obersten Richter Bangladeschs und den beiden nächsthöheren Richtern der Appellationsabteilung. Wenn der Rat zu irgendeinem Zeitpunkt die Funktion oder das Verhalten eines Richters untersucht, der Mitglied des Obersten Justizrats ist, oder wenn ein Mitglied des Rates abwesend ist oder wegen Krankheit oder aus anderen Gründen nicht handeln kann, fungiert der Richter, der den Mitgliedern des Rates im Rang nach am nächsten steht, als solches Mitglied.
Ein Richter, der in den Ruhestand geht, ist nicht mehr berechtigt, vor Gerichten oder Behörden zu plädieren oder zu handeln oder ein entgeltliches Amt im Dienste der Republik zu bekleiden, sofern es sich nicht um ein richterliches oder quasi-richterliches Amt oder um das Amt eines obersten Beraters oder Beraters handelt.
Die Richter des Obersten Gerichtshofs sind in ihrer richterlichen Funktion unabhängig. Hierzu ermächtigt sie Art. 94 (4) der Verfassung.

## Urteile
Gemäß Art. 111 der Verfassung Bangladeschs aus dem Jahr 1972 haben die Urteile des Obersten Gerichtshofs bindende Wirkung. Der Artikel besagt, dass das von der Berufungsabteilung verkündete Gesetz für die Abteilung des Obersten Gerichtshofs bindend ist und, dass das von einer der Abteilungen des Obersten Gerichtshofs verkündete Gesetz für alle ihm untergeordneten Gerichte bindend ist.
Diese Urteile werden normalerweise im Bangladesh Supreme Court Digest zusammengefasst. Es gibt auch viele Rechtsberichte (Law reports), in denen die Urteile und Verfügungen des Obersten Gerichtshofs veröffentlicht werden. Alle diese Rechtsberichte sind in gedruckter Form erhältlich. Die Chancery Law Chronicles bieten einen Online-Dienst für Urteile des Obersten Gerichtshofs von Bangladesch.

### Sprachen
Obwohl Bengalisch gemäß Art. 3 der Verfassung Bangladeschs die einzige Staatssprache Bangladeschs ist, werden die Urteile der Richter des Obersten Gerichtshofs Bangladeschs – der kolonialen Tradition der britischen Herrschaft folgend – häufig auf Englisch gefällt, was einen Verstoß gegen den Bengali Language Introduction Act, 1987 (Bangla Bhasha Prachalan Ain, 1987) darstellt. Sheikh Hasina, die Premierministerin, schlug vor, dass die Richter ihre Urteile auf Bengalisch verkünden sollten, damit jeder Bangladescher sie lesen kann. Später könnten die Urteile bei Bedarf ins Englische übersetzt werden
Hasina Wajed, die bisherige Premierministerin Bangladeschs, schlug vor, dass die Richter ihre Urteile auf Bengalisch verkünden sollten, damit jeder Bangladescher sie lesen kann. Später könnten die Urteile bei Bedarf ins Englische übersetzt werden. Muhammad Habibur Rahman, ein ehemaliger oberster Richter Bangladeschs, erklärte, dass die Urteile auf Bengalisch gefällt werden sollten, wenn Gerechtigkeit eine Tugend und ein Dienst am Volk sei. Er erklärte außerdem, dass, wenn die Bevölkerung des Landes wolle, dass alle Arbeiten am Obersten Gerichtshof auf Bengalisch durchgeführt werden, die Volksvertreter im Jatiya Sangsad (Parlament) Gesetze erlassen und umsetzen müssten, um die Verwendung von Bengalisch am Obersten Gerichtshof sicherzustellen.

## Richter

### Sitting justices of the Appellate Division
| Name                              | Ernennung in die Appellate Division | Ernennung in die High Court Division als Additional Judge | Pensionierung      | Appointing President der High Court Division | Primeminister              | Position vor der Ernennung als Richter    | Rechtsschule                                           |
| --------------------------------- | ----------------------------------- | --------------------------------------------------------- | ------------------ | -------------------------------------------- | -------------------------- | ----------------------------------------- | ------------------------------------------------------ |
| Chief Justice Hasan Foez Siddique | 31. März 2013                       | 22. Februar 2001                                          | 25. September 2023 | Shahabuddin Ahmed                            | Sheikh Hasina (Awami-Liga) | Additional Attorney General of Bangladesh | Chittagong University                                  |
| Justice Md. Imman Ali             | 23. Februar 2011                    | 22. Februar 2001                                          | 31. Dezember 2022  | Shahabuddin Ahmed                            | Sheikh Hasina (Awami)      | Advocate des Supreme Court                | Chittagong University; Dhaka University; Lincoln’s Inn |
| Justice Md. Nuruzzaman            | 9. Oktober 2018                     | 30. Juni 2009                                             | 30. Juni 2023      | Zillur Rahman                                | Sheikh Hasina (Awami)      | Advocate des Supreme Court                | Dhaka University                                       |
| Justice Obaidul Hassan            | 3. September 2020                   | 30. Juni 2009                                             | 10. Januar 2026    | Zillur Rahman                                | Sheikh Hasina (Awami)      | Advocate des Supreme Court                | Dhaka University                                       |
| Justice Borhanuddin               | 9. Januar 2022                      | 16. November 2008                                         | 27. Februar 2024   | Iajuddin Ahmed                               | Fakhruddin Ahmed           | Advocate des Supreme Court                | Chittagong University                                  |
| Justice M Enayetur Rahim          | 9. Januar 2022                      | 30. Juni 2009                                             | 10. August 2027    | Zillur Rahman                                | Sheikh Hasina (Awami)      | Additional Attorney General of Bangladesh | Dhaka University                                       |
| Justice Krishna Debnath           | 9. Januar 2022                      | 18. April 2010                                            | 9. Oktober 2022    | Zillur Rahman                                | Sheikh Hasina (Awami)      | District und Session Judge                | Dhaka University                                       |

### Amtierende ständige Richter der High Court Division
- Madam Justice Salma Masud Chowdhury
- Justice Muhammad Abdul Hafiz
- Justice Dr. Syed Refat Ahmed
- Justice A. K. M. Asaduzzaman
- Justice Md. Ashfaqul Islam
- Justice Zubayer Rahman Chowdhury
- Justice Md. Rais Uddin
- Justice Md. Emdadul Haque Azad
- Justice Md. Ataur Rahman Khan
- Justice Syed Md. Ziaul Karim
- Justice Md. Rezaul Haque
- Justice Sheikh Abdul Awal
- Justice S. M. Emdadul Hoque
- Justice Mamnoon Rahman
- Madam Justice Farah Mahbub
- Justice Md. Moinul Islam Chowdhury
- Madam Justice Naima Haydar
- Justice Md. Rezaul Hasan
- Justice A. N. M. Bashir Ullah
- Justice Abdur Rob
- Justice Dr. Quazi Reza-Ul Hoque
- Justice Md. Abu Zafor Siddique
- Justice A. K. M. Zahirul Hoque
- Justice Jahangir Hossain
- Justice Sheikh Md. Zakir Hossain
- Justice Md. Habibul Gani
- Justice Gobinda Chandra Tagore
- Justice Sheikh Hassan Arif
- Justice J. B. M. Hassan
- Justice Md. Ruhul Quddus[14]
- Justice Md. Khasruzzaman
- Justice Farid Ahmed
- Justice Md. Nazrul Islam Talukder
- Justice M Akram Hossain Chowdhury[15][16]
- Justice M Ashraful Kamal
- Justice K. M. Kamrul Kader[17][18]
- Justice Md. Mozibur Rahman Miah
- Justice Mostofa Zaman Islam
- Justice Mohammadullah
- Justice Mohammad Khurshid Alam Sarker
- Justice A K M Shahidul Haque
- Justice Shahidul Karim
- Justice Mohammad Jahangir Hossain
- Justice Abu Taher Mohammad Saifur Rahman
- Justice Ashish Ranjan Daash[19][20]
- Justice Mahmudul Haque
- Justice Badruzzaman Badol
- Justice Zafar Ahmed
- Justice Kazi Md. Ejarul Haque Akondo
- Justice Md. Shahinur Islam[21]
- Madam Justice Kashefa Hussain
- Justice S.M. Mozibur Rahman[22][23]
- Justice Khizir Ahmed Choudhury
- Justice Razik Al-Jalil
- Justice Bhishmadev Chakrabortty
- Justice Md. Iqbal Kabir
- Justice Md. Salim
- Justice Md. Sohrowardi
- Justice Md. Abu Ahmed Jamadar[24][25]
- Justice A. S. M. Abdul Mobin
- Justice Md Mostafizur Rahman
- Madam Justice Fatema Najib
- Justice Md. Kamrul Hossain Molla
- Justice SM Kuddus Zaman
- Justice Md. Atowar Rahman
- Justice Khizir Hayat
- Justice Shashanka Shekhar Sarkar
- Justice Mohammad Ali
- Justice Mohi Uddin Shamim
- Justice Md. Riaz Uddin Khan
- Justice M Khairul Alam
- Justice S. M. Moniruzzaman
- Justice Ahmed Sohel
- Justice Sardar Mohammad Rashed Jahangir
- Justice Khondaker Diliruzzaman
- Justice KM Hafizul Alam
- Justice Muhammad Mahbub-Ul-Islam[26]
- Justice Shahed Nuruddin
- Justice Md Zakir Hossain
- Justice Md Akhtaruzzaman
- Justice Md Mahmud Hasan Talukder
- Justice Kazi Ebadoth Hossain
- Justice K. M. Zahid Sarwar
- Justice AKM Zahirul Haque
- Madam Justice Kazi Zinat Hoque

Der frühere Chief Justice Surendra Kumar Sinha war der erste Richter, der aus der Monipuri-Gemeinschaft (Bishnupriya Manipuris, বিষ্ণুপ্রিয়া মণিপুরী জাতি) oder einer anderen ethnischen Minderheit in Bangladesch ernannt wurde. Der ehemalige Richter Bhabani Prasad Sinha stammt ebenfalls aus derselben Gemeinschaft.
Richterin Nazmun Ara Sultana war die erste Richterin überhaupt und Richterin Krishna Debnath ist die erste hinduistische Richterin Bangladeschs. Derzeit gibt es am Obersten Gerichtshof sieben Richterinnen.

## Kontroversen
2004 wurde Syed Shahidur Rahman von Präsident Iajuddin Ahmed wegen Korruptionsvorwürfen entlassen.
Der frühere Chief Justice Mohammad Fazlul Karim verweigerte die Vereidigung von Richter Md. Ruhul Quddus (Babu), da dieser am 17. November 1988, als er Vorsitzender der Jatiya Samajtantrik Dal (JSD) war, an der Ermordung von Aaslam beteiligt war, einem Anhänger der Jamaat-e-Islami-Studenten der Rajshahi University. Zudem war Richter Mohammad Khosruzzaman am 30. November 2006 offen in die Missachtung des Gerichts (contempt of court) verwickelt.
Shah Abu Nayeem Mominur Rahman, ein Berufungsrichter und der erste dieser Richter überhaupt, trat am 12. Mai 2011 aufgrund einer Ablösung seines Amtes zurück, da man davon ausging, dass er am 18. Mai 2011 der oberste Richter Bangladeschs sein würde.
Mohammed Nizamul Huq trat am 11. Dezember 2012 von seinem Amt als Vorsitzender des Internationalen Strafgerichtshofs (International Crimes Tribunal, ICT-1, আন্তর্জাতিক অপরাধ ট্রাইব্যুনাল) zurück, nachdem es zu Kontroversen gekommen war, weil er Skype-Gespräche mit einem im Ausland lebenden bangladeschischen Rechtsexperten in Belgien geführt hatte.
Der Präsident von Bangladesch ordnete die Bildung eines Obersten Justizrates an, um das mutmaßliche Fehlverhalten des Richters Mizanur Rahman Bhuiyan zu untersuchen, nachdem dieser Kopien eines Berichts der Tageszeitung The Daily Inqilab vom 17. Februar verteilt hatte. Der als ermordet (am 15. Februar 2013) bezeichnete Aktivist und Blogger der Shahbag-Proteste 2013 Ahmed Rajib Haider sei ein Moortad (Ketzer) unter den Richtern des Obersten Gerichts von Bangladesch.
A B M Altaf Hossain wurde am 12. Juni 2014 trotz der Empfehlung des obersten Richters von Bangladesch nicht als ständiger Richter bestätigt. Daher stellte er den Spitzenbeamten der bangladeschischen Regierung eine rechtliche Anweisung zu, ihn innerhalb von 72 Stunden wieder einzusetzen.
Chief Justice Surendra Kumar Sinha trat am 11. November 2017 von seinem Amt zurück, während er sich in Singapur auf Urlaub befand und von Australien nach Kanada reiste. Später wurde der Sinha in Abwesenheit wegen Geldwäsche und kriminellen Vertrauensbruchs zu elf Jahren Gefängnis verurteilt.
AHM Shamsuddin Chowdhury Manik, ein Richter der Berufungsabteilung des Obersten Gerichtshofs von Bangladesch, erlangte durch zahlreiche Kontroversen Bekanntheit. 2003 beschuldigte er Verkehrspolizisten der Missachtung des Gerichts, weil sie sein vorbeifahrendes Auto nicht gegrüßt hatten. Der damalige Generalinspekteur (Inspector General of Police) der bangladeschischen Polizei (বাংলাদেশ পুলিশ), Shahudul Haque, erwiderte, dass Verkehrspolizisten nicht verpflichtet seien, irgendjemanden zu grüßen. Das Richtergremium des Obersten Gerichtshofs von Bangladesch, bestehend aus Richter MA Matin und Richter Syed Refat Ahmed, erhob Anklage wegen Missachtung des Gerichts gegen Haque, die ihn laut Gesetz automatisch von seinem Posten als Generalinspekteur enthob. Die Regierung von Bangladesch erwirkte eine Begnadigung durch den Präsidenten, die Haques schützte. 
Er wurde auch für seine gehässigen Angriffe auf verschiedene Politiker, darunter den Sprecher und Mitglieder des Parlaments, kritisiert.